# Machaczkała (stacja kolejowa)
Machaczkała (ros: Махачкала) – stacja kolejowa w Machaczkale, w Dagestanie, w Rosji. Jest największą stacją kolejową w Dagestanie.